# Boichi
Boichi é um pseudônimo usado por Mujik Park, um artista manhwa sul-coreano que vive no Japão.

## Biografia
Com a intenção de ser um artista de mangá desde a sua infância, formado em física na faculdade como preparação para desenhar trabalhos de ficção científica, e também para aprender a tecnologia de performance e imagem, passou a pós-graduação para especialização em tecnologia de imagem.
Em 1993, enquanto ainda se matriculou, estreou em uma revista manhwa de meninas coreanas. Desde então, ele ganhou popularidade lançando uma série de trabalhos e publicando livros sobre como desenhar mangás direcionados a uma ampla gama de leitores.
Em 2004, ele entrou no mundo dos mangás japoneses. Seu “Ultimate Space Emperor Caesar”, publicado em Monthly “Comic Gum”, foi seu primeiro tankōbon no Japão.
Em 2005, 9 dos 11 hentai one-shot de Boichi serializados em Comic Aun foram reunidos sob o volume intitulado "Lover in Winter".
Em 2006, ele lançou dois singles de ficção científica, “Hotel” e “Present”, que, em 2008, foram compilados em um volume intitulado Hotel, juntamente com os outros one-shots “Foi tudo pelo atum”, “Stephanos” e "Diadema".
O ano de 2006 foi o ano do primeiro mangá serializado de Boichi: “Sun Ken Rock” na revista quinzenal Young King. Este mangá também terá uma história paralela baseada em Yumin em 2011 e uma baseada em Pickaxe em 2012. Em 2012 também viria a serialização de “I want to feed Yumin”, outro spin-off de Sun Ken Rock baseado em Yumin e serializado em “Monthly Young King”. I want to feed Yumin é sobre o personagem principal de Sun Ken Roc, tratando Yumin para comida tradicional coreana.
Boichi também trabalhou em um mangá de 5 volumes intitulado Raqiya e escrito por Masao Yajima, onde ele foi responsável pela arte e publicado em 2009. Ele também só fez a arte da brutalidade one-shot de Takeda Yuusuke em 2007.
No final de 2011, ele começou a serialização de outro mangá intitulado “HE the hunt for energy” em uma nova revista mensal: Jump X. Neste ano, ele ganhou o prêmio Gran Guinigi de “It was all for the Tuna”, sobre um cientista fazendo qualquer coisa para reviver o extinto atum, experimentando até mesmo qualquer coisa relacionada ao atum, sacrificando sua própria felicidade.
Para expressar seu sentimento em relação ao Vietnã e pedir desculpas pela ação da Coréia durante a guerra, os royalties do volume 2 do Sun Ken Rock foram doados para a organização humanitária “Child of Viet Nam”. Ele pediu a artistas de mangá coreanos que contribuíssem para desenhar uma página de suporte para o Japão em relação ao grande terremoto de 2011, e dando os royalties do processo para a Cruz Vermelha. Ele também doou o dinheiro que planejava usar para comprar um novo carro para ajudar as vítimas do tsunami.
Em 2019, Boichi recebeu dois prêmios por "Dr. Stone" para a categoria Shonen, respectivamente, "Origin" para a categoria Melhor Manga.

## Obras japonesas
- Lovers In Winter
- No means No
- Personal lesson full of love
- Brutality (arte)
- Raqiya (arte)[1]

- Hotel
- Present
- It was all for the tuna
- Stephanos

- Diadema[2]
- Special Chef Caisar
- Sun-Ken Rock (サンケンロック)[3]
- Sun-Ken Rock Gaiden - Yumin
- Sun-Ken Rock Gaiden - Picaxe
- I want to feed Yumin
- Eques (somente script)
- H · E The Hunt for Energy
- Trigun: The Lost Plant
- Wallman

- The Space Between
- Anti-magma
- Terra Formars Gaiden: Asimov
- Origin
- Sluthouse

- Dr. Stone (trabalho artístico)

## Obras coreanas
- T.R.Y (Take off Rush Youth)
- Feeling
- TOON
- The constitution of Korea first amendment
- Param in the sky and the stars
- Black & White
- Metatron Diablo
- Hocus matsogeum
- Do not believe the movie
- Hotel: since A.D. 2079

## Prêmios
- Gran Guinigi 2011 - Melhor Breve História de It was all for the Atum, in "Hotel" (Panini Comics)[4]
- Shogakukan Manga Awards 2019 - Categoria Shōnen para "Dr. Stone" (Kodansha)[5]
- Japão Media Arts Festival 2019 - Grande Prêmio Manga de "Origem" (Kodansha)[6]